# Старостин, Николай Артёмович
Николай Артёмович Старостин (1927 — 1997) — советский передовик производства в строительном и дорожно-коммунальном машиностроении. Герой Социалистического Труда (1966).

## Биография
Родился в 1927 году в селе Вознесенское, Новосильского уезда Орловской губернии в крестьянской семье.
В 1941 году поступил в Брянское ремесленное училище. В первые месяцы Великой Отечественной войны будучи подростком Н. А. Старостин участвовал в подготовке к эвакуации Брянского завода дорожных машин. В сентябре после завершения демонтажа оборудования 14-летний Н. А. Старостин вместе с 10 тысячами специалистов Брянского завода отправляется за Урал, где в кратчайшие сроки было налажено производство и выпуск военной продукции. Н. А. Старостин работал на заводе фрезеровщиком и одновременно занимался строительством корпусов строящегося завода.
С 1943 года после освобождения Брянской области от гитлеровской оккупации, Н. А. Старостин и другие работники завода вместе с оборудованием вернулись в Брянск и уже к 17 сентября 1944 года, к первой годовщине освобождения города —  завод дал первую плавку стали.
Н. А. Старостин постоянно перевыполнял поставленный план в полтора — два раза и  давал продукцию только высшего качества. Н. А. Старостину одному из первых на заводе присваивается звание «Ударник коммунистического труда».
23 июля 1966 года Указом Президиума Верховного Совета СССР «за выдающиеся успехи в выполнении заданий семилетнего плана и достижений высоких производственных показателей в труде»  Николай Артёмович Старостин был удостоен звания Героя Социалистического Труда с вручением Ордена Ленина и золотой медали «Серп и Молот».
После выхода на пенсию жил в Брянске. Умер 29 января 1997 года.

## Награды
- Медаль «Серп и Молот» (23.07.1966)
- Орден Ленина (23.07.1966)

### Звания
- Почетный гражданин Брянска (1985)